# Формула-1 — Гран-прі США 2006
Гран-прі США 2006 року — десятий етап чемпіонату світу 2006 року з автоперегонів у класі Формула-1, відбувся з 30 червня по 2 липня на автодромі Індіанаполіс в Індіані (США). Протягом вікенду значну перевагу мали пілоти «Феррарі», яка вилилась, у висновку, у переможний дубль команди, а Міхаель Шумахер став володарем хет-трику: виграв перегони, здобув поул-позишн та виграв спір серед пілотів за найшвидше коло.
Це гран-прі ще відзначилось першим очком команди «Торо Россо» та стало останнім для колумбійського гонщика, Хуана-Пабло Монтойї, одного з найпомітніших пілотів Формули-1 на початку XXI століття.

## Класифікація

### Кваліфікація
|    | Пілот               | Команда            | Шини | 1 частина | 2 частина | 3 частина |
| -- | ------------------- | ------------------ | ---- | --------- | --------- | --------- |
| 1  | Міхаель Шумахер     | Феррарі            | B    | 1:11.588  | 1:10.636  | 1:10.832  |
| 2  | Феліпе Масса        | Феррарі            | B    | 1:11.088  | 1:11.146  | 1:11.435  |
| 3  | Джанкарло Фізікелла | Рено               | M    | 1:12.287  | 1:11.200  | 1:11.920  |
| 4  | Рубенс Барікелло    | Хонда              | M    | 1:12.156  | 1:11.263  | 1:12.109  |
| 5  | Фернандо Алонсо     | Рено               | M    | 1:12.416  | 1:11.877  | 1:12.449  |
| 6  | Жак Вільнев         | Заубер-БМВ         | M    | 1:12.114  | 1:11.724  | 1:12.479  |
| 7  | Дженсон Баттон      | Хонда              | M    | 1:12.238  | 1:11.865  | 1:12.523  |
| 8  | Ральф Шумахер       | Тойота             | B    | 1:11.879  | 1:11.673  | 1:12.795  |
| 9  | Кімі Ряйкконен      | Макларен-Мерседес  | M    | 1:12.777  | 1:12.135  | 1:13.174  |
| 10 | Нік Хайдфельд       | Заубер-БМВ         | M    | 1:11.891  | 1:11.718  | 1:15.280  |
| 11 | Хуан-Пабло Монтойя  | Макларен-Мерседес  | M    | 1:12.477  | 1:12.150  |           |
| 12 | Марк Веббер         | Вільямс-Косворт    | B    | 1:12.935  | 1:12.292  |           |
| 13 | Скотт Спід          | Торо Россо-Косворт | M    | 1:13.167  | 1:12.792  |           |
| 14 | Крістіан Альберс    | Мідланд-Тойота     | B    | 1:12.711  | 1:12.854  |           |
| 15 | Тьяго Монтейро      | Мідланд-Тойота     | B    | 1:12.627  | 1:12.864  |           |
| 16 | Крістіан Клін       | Ред Булл-Феррарі   | M    | 1:12.773  | 1:12.925  |           |
| 17 | Девід Култхард      | Ред Булл-Феррарі   | M    | 1:13.180  |           |           |
| 18 | Такума Сато         | Супер Агурі-Хонда  | B    | 1:13.496  |           |           |
| 19 | Ніко Росберг        | Вільямс-Косворт    | B    | 1:13.506  |           |           |
| 20 | Ярно Труллі         | Тойота             | B    | 1:13.787  |           |           |
| 21 | Вітантоніо Ліуцці   | Торо Россо-Косворт | M    | 1:14.041  |           |           |
| 22 | Франк Монтаньї      | Супер Агурі-Хонда  | B    | 1:16.036  |           |           |

### Перегони
|      | Пілот               | Команда            | Шини | Кіл | Час         | Старт | Очок |
| ---- | ------------------- | ------------------ | ---- | --- | ----------- | ----- | ---- |
| 1    | Міхаель Шумахер     | Феррарі            | B    | 73  | 1:34:35.199 | 1     | 10   |
| 2    | Феліпе Масса        | Феррарі            | B    | 73  | +7.9        | 2     | 8    |
| 3    | Джанкарло Фізікелла | Рено               | M    | 73  | +16.5       | 3     | 6    |
| 4    | Ярно Труллі         | Тойота             | B    | 73  | +23.6       | 22    | 5    |
| 5    | Фернандо Алонсо     | Рено               | M    | 73  | +28.4       | 5     | 4    |
| 6    | Рубенс Барікелло    | Хонда              | M    | 73  | +36.5       | 4     | 3    |
| 7    | Девід Култхард      | Ред Булл-Феррарі   | M    | 72  | +1 коло     | 17    | 2    |
| 8    | Вітантоніо Ліуцці   | Торо Россо-Косворт | M    | 72  | +1 коло     | 20    | 1    |
| 9    | Ніко Росберг        | Вільямс-Косворт    | B    | 72  | +1 коло     | 21    |      |
| схід | Ральф Шумахер       | Тойота             | B    | 62  | підвіска    | 8     |      |
| схід | Крістіан Альберс    | Мідланд-Тойота     | B    | 37  | трансмісія  | 14    |      |
| схід | Жак Вільнев         | Заубер-БМВ         | M    | 23  | двигун      | 6     |      |
| схід | Тьяго Монтейро      | Мідланд-Тойота     | B    | 9   | аварія      | 15    |      |
| схід | Такума Сато         | Супер Агурі-Хонда  | B    | 6   | аварія      | 18    |      |
| схід | Дженсон Баттон      | Хонда              | M    | 3   | аварія      | 7     |      |
| схід | Кімі Ряйкконен      | Макларен-Мерседес  | M    | 0   | аварія      | 9     |      |
| схід | Нік Хайдфельд       | Заубер-БМВ         | M    | 0   | аварія      | 10    |      |
| схід | Хуан-Пабло Монтойя  | Макларен-Мерседес  | M    | 0   | аварія      | 11    |      |
| схід | Марк Веббер         | Вільямс-Косворт    | B    | 0   | аварія      | 12    |      |
| схід | Скотт Спід          | Торо Россо-Косворт | M    | 0   | аварія      | 13    |      |
| схід | Крістіан Клін       | Ред Булл-Феррарі   | M    | 0   | аварія      | 16    |      |
| схід | Франк Монтаньї      | Супер Агурі-Хонда  | B    | 0   | аварія      | 19    |      |

Найшвидше коло: Міхаель Шумахер — 1:12.719.
Кола лідирування: Міхаель Шумахер — 43 (31-73), Феліпе Масса — 29 (1-29), Фернандо Алонсо — 1 (30).